# Tunneldal
 Denne artikel bør gennemlæses af en person med fagkendskab for at sikre den faglige korrekthed.

Tunneldale opstår, når floder af smeltevand eroderer landskabet under en gletsjer eller under Istidens islag i Danmark. Under denne proces er smeltevandet under voldsomt tryk fra isen, og der dannes dale i landskabet under islagene, der varierer i henhold til isens tryk samt vandafstrømningens omfang og hastighed. Det har været påstået, at tunneldalene ikke kan være dannet på den måde, fordi isen ville bryde sammen over en tunnel med op til 1 km tværsnit. Den sandsynlige forklaring skal dog søges i de mangeårige skift mellem vinter- og sommertilstanden under isen. Om vinteren opstår der kun ganske lidt smeltevand, og så lukker isens tryk ganske rigtigt dalen. Når forårets og sommerens afsmeltning skal løbe bort under isdække, må vandet derfor bore sig en ny tunnel. Herved dannes den brede dalbund.
I Danmark er store dele af det jyske landskab opstået i et samspil med isen, hvorunder de mange gletsjerfloder har udformet tunneldale, der fortsat er synlige i landskabet. Mange steder er der aflejret sten og grus i tunneldalene, og sådanne aflejringer kan i visse tilfælde ses som små bakker i landskabet.

## Galleri
|  |  |
|  |  |